# Llista de ponts del Camp de Tarragona
Llista de ponts del Camp de Tarragona ordenats per comarca i municipi.
Informació actualitzada per un bot. Els canvis manuals es perdran quan s'actualitzi!
| imatge | Nom                                                          | instància de          | Municipi                             | Comarca          | travessa             | hi passa                       | Elevació s.n.m. en m | Any          | Mides                            | estat de conservació | coordenades                                                             | Protecció                                                                                        | WD Comm.                                              |
| ------ | ------------------------------------------------------------ | --------------------- | ------------------------------------ | ---------------- | -------------------- | ------------------------------ | -------------------- | ------------ | -------------------------------- | -------------------- | ----------------------------------------------------------------------- | ------------------------------------------------------------------------------------------------ | ----------------------------------------------------- |
|        | Pont de l'Arquet                                             | pont                  | Aiguamúrcia                          | Alt Camp         |                      |                                |                      |              |                                  |                      | 41° 19′ 43″ N, 1° 21′ 32″ E / 41.3286987332804°N,1.35877470886881°E     |                                                                                                  | Modifica les dades a Wikidata                         |
|        | Pont de pedra de Santes Creus                                | pont                  | Aiguamúrcia                          | Alt Camp         | riu Gaià             |                                |                      | 1549         |                                  |                      | 41° 20′ 59″ N, 1° 21′ 43″ E / 41.34978°N,1.36188°E                      | bé integrant del patrimoni cultural català                                                       | Modifica les dades a Wikidata · Més imatges a Commons |
|        | Pont de Gomis                                                | pont                  | Alcover                              | Alt Camp         |                      |                                |                      |              |                                  |                      | 41° 16′ 58″ N, 1° 08′ 23″ E / 41.2828511497175°N,1.13966325953872°E     |                                                                                                  | Modifica les dades a Wikidata                         |
|        | Pont de les Ruixel·les                                       | pont                  | Alcover                              | Alt Camp         | Francolí             | línia Tarragona-Reus-Lleida    |                      |              |                                  |                      | 41° 18′ 16″ N, 1° 11′ 44″ E / 41.304387°N,1.195562°E                    | bé cultural d'interès local                                                                      | Modifica les dades a Wikidata · Més imatges a Commons |
|        | Pont de Xala                                                 | pont                  | Alcover                              | Alt Camp         |                      | C-14                           |                      |              |                                  |                      | 41° 16′ 33″ N, 1° 10′ 45″ E / 41.2757889305196°N,1.17904925856835°E     |                                                                                                  | Modifica les dades a Wikidata                         |
|        | Pont dels Moros                                              | pont                  | Alcover                              | Alt Camp         |                      |                                |                      |              |                                  |                      | 41° 15′ 12″ N, 1° 10′ 28″ E / 41.253401°N,1.174491°E                    | bé cultural d'interès local                                                                      | Modifica les dades a Wikidata · Més imatges a Commons |
|        | Pont dels Segalers                                           | pont                  | Alcover                              | Alt Camp         |                      | C-37                           |                      |              |                                  |                      | 41° 15′ 53″ N, 1° 11′ 54″ E / 41.2647516316626°N,1.19828889375615°E     |                                                                                                  | Modifica les dades a Wikidata                         |
|        | Pont del Cargol                                              | pont                  | el Pla de Santa Maria                | Alt Camp         |                      |                                |                      |              |                                  |                      | 41° 19′ 36″ N, 1° 16′ 55″ E / 41.326783888971°N,1.2818955158861°E       |                                                                                                  | Modifica les dades a Wikidata                         |
|        | Pont del Pagès                                               | pont                  | el Pla de Santa Maria                | Alt Camp         |                      | C-37                           |                      |              |                                  |                      | 41° 20′ 02″ N, 1° 16′ 58″ E / 41.3339319087508°N,1.28285487544885°E     |                                                                                                  | Modifica les dades a Wikidata                         |
|        | Pont de les Canyes                                           | pont                  | el Pont d'Armentera                  | Alt Camp         |                      |                                |                      |              |                                  |                      | 41° 23′ 30″ N, 1° 22′ 07″ E / 41.391528501914°N,1.36859371365561°E      |                                                                                                  | Modifica les dades a Wikidata                         |
|        | Pont de les Femades                                          | aqüeducte romà pont   | el Pont d'Armentera                  | Alt Camp         |                      |                                |                      |              |                                  |                      | 41° 23′ 13″ N, 1° 21′ 34″ E / 41.38683°N,1.35941°E                      | bé integrant del patrimoni cultural català                                                       | Modifica les dades a Wikidata · Més imatges a Commons |
|        | Pont del Pont d'Armentera                                    | pont                  | el Pont d'Armentera                  | Alt Camp         |                      | C-37                           |                      |              |                                  |                      | 41° 23′ 10″ N, 1° 21′ 38″ E / 41.385986°N,1.360663°E                    | bé integrant del patrimoni cultural català                                                       | Modifica les dades a Wikidata · Més imatges a Commons |
|        | Pont del Diable (Figuerola del Camp)                         | pont                  | Figuerola del Camp                   | Alt Camp         |                      |                                |                      | 1285         | llarg:18 m ample:0.8 m alt:7.5 m |                      | 41° 20′ 45″ N, 1° 15′ 13″ E / 41.345962°N,1.253719°E                    | bé cultural d'interès local                                                                      | Modifica les dades a Wikidata                         |
|        | Pont sobre el riu Francolí                                   | pont                  | la Masó                              | Alt Camp         | Francolí             |                                |                      |              |                                  |                      | 41° 14′ 01″ N, 1° 13′ 41″ E / 41.233502°N,1.227968°E                    | bé cultural d'interès local                                                                      | Modifica les dades a Wikidata · Més imatges a Commons |
|        | Pont de Cal Cisquet                                          | pont                  | la Riba                              | Alt Camp         | Francolí             |                                |                      |              |                                  |                      | 41° 19′ 04″ N, 1° 10′ 44″ E / 41.317864°N,1.179014°E                    | bé cultural d'interès local                                                                      | Modifica les dades a Wikidata · Més imatges a Commons |
|        | Pont de Ferro                                                | pont                  | la Riba                              | Alt Camp         |                      |                                |                      |              |                                  |                      | 41° 15′ 03″ N, 1° 11′ 03″ E / 41.2507327834508°N,1.18430454155655°E     |                                                                                                  | Modifica les dades a Wikidata                         |
|        | Pont de l'Estret                                             | pont                  | la Riba                              | Alt Camp         | Francolí             | línia Tarragona-Reus-Lleida    |                      | 19th century |                                  |                      | 41° 19′ 13″ N, 1° 10′ 58″ E / 41.3202°N,1.18277°E                       | bé cultural d'interès local                                                                      | Modifica les dades a Wikidata · Més imatges a Commons |
|        | la Palanca                                                   | pont                  | Mont-ral                             | Alt Camp         |                      |                                |                      |              |                                  |                      | 41° 18′ 40″ N, 1° 05′ 01″ E / 41.3109888005618°N,1.08363754265248°E     |                                                                                                  | Modifica les dades a Wikidata                         |
|        | Pont de l'Hospitalet                                         | pont                  | Nulles                               | Alt Camp         |                      |                                |                      |              |                                  |                      | 41° 16′ 02″ N, 1° 17′ 11″ E / 41.2670868924161°N,1.28632691612185°E     |                                                                                                  | Modifica les dades a Wikidata                         |
|        | Pont de Cal Bruno                                            | pont                  | Querol                               | Alt Camp         |                      | C-37                           |                      |              |                                  |                      | 41° 27′ 56″ N, 1° 28′ 36″ E / 41.4656625325616°N,1.47669816554875°E     |                                                                                                  | Modifica les dades a Wikidata                         |
|        | Pont del Requesens                                           | pont                  | Querol                               | Alt Camp         |                      | C-37                           |                      |              |                                  |                      | 41° 25′ 41″ N, 1° 24′ 21″ E / 41.4281430227617°N,1.40588969166359°E     |                                                                                                  | Modifica les dades a Wikidata                         |
|        | Pont dels Gatets                                             | pont                  | Querol                               | Alt Camp         |                      | C-37                           |                      |              |                                  |                      | 41° 23′ 49″ N, 1° 22′ 17″ E / 41.396853816306°N,1.37128351216051°E      |                                                                                                  | Modifica les dades a Wikidata                         |
|        | Pont dels Quatre Ulls                                        | pont                  | Querol                               | Alt Camp         |                      | C-37                           |                      |              |                                  |                      | 41° 26′ 03″ N, 1° 24′ 31″ E / 41.4342138588417°N,1.40849393636816°E     |                                                                                                  | Modifica les dades a Wikidata                         |
|        | Pont de l'Arquebisbe                                         | pont                  | Vallmoll                             | Alt Camp         |                      |                                |                      |              |                                  |                      | 41° 14′ 53″ N, 1° 15′ 31″ E / 41.2480355576098°N,1.25865945901997°E     |                                                                                                  | Modifica les dades a Wikidata                         |
|        | Pont de la Rasa                                              | pont                  | Vallmoll                             | Alt Camp         |                      |                                |                      |              |                                  |                      | 41° 14′ 51″ N, 1° 14′ 58″ E / 41.247549°N,1.24944°E                     | bé cultural d'interès local                                                                      | Modifica les dades a Wikidata · Més imatges a Commons |
|        | aqüeducte                                                    | aqüeducte pont        | Valls                                | Alt Camp         |                      |                                | 210                  |              |                                  |                      | 41° 16′ 51″ N, 1° 15′ 15″ E / 41.28091°N,1.25413°E                      | bé integrant del patrimoni cultural català                                                       | Modifica les dades a Wikidata · Més imatges a Commons |
|        | pont d'en Cabrer                                             | pont                  | Valls                                | Alt Camp         |                      |                                | 194                  |              |                                  |                      | 41° 16′ 59″ N, 1° 14′ 42″ E / 41.282981°N,1.245012°E                    | bé integrant del patrimoni cultural català                                                       | Modifica les dades a Wikidata · Més imatges a Commons |
|        | pont de Goi                                                  | pont                  | Valls                                | Alt Camp         | Francolí             |                                |                      |              |                                  |                      | 41° 17′ 08″ N, 1° 12′ 08″ E / 41.285452°N,1.202355°E                    | bé cultural d'interès local                                                                      | Modifica les dades a Wikidata · Més imatges a Commons |
|        | pont de l'antic portal de Farigola                           | pont                  | Valls                                | Alt Camp         |                      |                                | 200                  |              |                                  |                      | 41° 17′ 09″ N, 1° 14′ 49″ E / 41.28575°N,1.24699°E                      | bé cultural d'interès local                                                                      | Modifica les dades a Wikidata · Més imatges a Commons |
|        | Pont de l'Esquilatxe                                         | pont                  | Valls                                | Alt Camp         | Francolí             | C-37                           |                      |              |                                  |                      | 41° 16′ 14″ N, 1° 13′ 15″ E / 41.2705793308675°N,1.22087162967176°E     |                                                                                                  | Modifica les dades a Wikidata                         |
|        | Pont de Mas de Miquel                                        | pont                  | Valls                                | Alt Camp         |                      |                                |                      |              |                                  |                      | 41° 17′ 07″ N, 1° 15′ 19″ E / 41.2853659841385°N,1.2553743520499°E      |                                                                                                  | Modifica les dades a Wikidata                         |
|        | Pont Trencat de Valls                                        | pont                  | Valls                                | Alt Camp         | Francolí             |                                |                      |              |                                  | parcialment destruït | 41° 15′ 45″ N, 1° 13′ 08″ E / 41.26262°N,1.21893°E                      | bé integrant del patrimoni cultural català                                                       | Modifica les dades a Wikidata                         |
|        | ponts i murs de contenció de la carretera vella de Montblanc | pont mur de contenció | Valls                                | Alt Camp         |                      |                                |                      |              |                                  |                      | 41° 19′ 26″ N, 1° 13′ 45″ E / 41.32397°N,1.22919°E                      | bé cultural d'interès local                                                                      | Modifica les dades a Wikidata                         |
|        | Pont del torrent del Mas Sarrà                               | pont                  | Vila-rodona                          | Alt Camp         |                      |                                |                      |              |                                  |                      | 41° 18′ 53″ N, 1° 24′ 03″ E / 41.314861°N,1.400776°E                    | bé cultural d'interès local                                                                      | Modifica les dades a Wikidata                         |
|        | Pont de la Foradada                                          | pont                  | Vilabella                            | Alt Camp         |                      |                                |                      |              |                                  |                      | 41° 14′ 12″ N, 1° 19′ 59″ E / 41.2365967800736°N,1.33292056721704°E     |                                                                                                  | Modifica les dades a Wikidata                         |
|        | Pont de l'Adoberia                                           | pont                  | Alforja                              | Baix Camp        |                      |                                |                      |              |                                  |                      | 41° 12′ 34″ N, 0° 59′ 01″ E / 41.2093480777786°N,0.983746640986931°E    |                                                                                                  | Modifica les dades a Wikidata                         |
|        | Pont de les Bruixes                                          | pont                  | Alforja                              | Baix Camp        |                      |                                |                      |              |                                  |                      | 41° 12′ 36″ N, 0° 58′ 56″ E / 41.2098690203377°N,0.982120453477938°E    |                                                                                                  | Modifica les dades a Wikidata                         |
|        | Pont del Balcells                                            | pont                  | Alforja                              | Baix Camp        |                      |                                |                      |              |                                  |                      | 41° 12′ 37″ N, 0° 58′ 24″ E / 41.2102904032885°N,0.973293160634836°E    |                                                                                                  | Modifica les dades a Wikidata                         |
|        | Pont del Magall                                              | pont                  | Alforja                              | Baix Camp        |                      |                                |                      |              |                                  |                      | 41° 12′ 55″ N, 0° 58′ 32″ E / 41.2153120783057°N,0.975607264933716°E    |                                                                                                  | Modifica les dades a Wikidata                         |
|        | Pont del Moreral                                             | pont                  | Alforja                              | Baix Camp        |                      |                                |                      |              |                                  |                      | 41° 12′ 26″ N, 0° 58′ 46″ E / 41.2071937190086°N,0.979542998276944°E    |                                                                                                  | Modifica les dades a Wikidata                         |
|        | Pont del Picarany                                            | pont                  | Almoster                             | Baix Camp        |                      |                                |                      |              |                                  |                      | 41° 11′ 12″ N, 1° 06′ 23″ E / 41.1865514778792°N,1.10631278531266°E     |                                                                                                  | Modifica les dades a Wikidata                         |
|        | Pont a l'entrada del poble                                   | pont                  | Arbolí                               | Baix Camp        |                      |                                |                      |              |                                  |                      | 41° 14′ 33″ N, 0° 56′ 58″ E / 41.2424°N,0.949407°E                      | bé integrant del patrimoni cultural català                                                       | Modifica les dades a Wikidata · Més imatges a Commons |
|        | Pont de la Tarrascona                                        | pont                  | Capafonts                            | Baix Camp        |                      |                                |                      |              |                                  |                      | 41° 17′ 39″ N, 1° 02′ 14″ E / 41.294229208369°N,1.03730071980227°E      |                                                                                                  | Modifica les dades a Wikidata                         |
|        | Pont del Brugent                                             | pont                  | Capafonts                            | Baix Camp        |                      |                                |                      |              |                                  |                      | 41° 17′ 41″ N, 1° 01′ 57″ E / 41.2946597923185°N,1.03245096606528°E     |                                                                                                  | Modifica les dades a Wikidata                         |
|        | Pont Vell                                                    | pont                  | Capafonts                            | Baix Camp        |                      |                                |                      |              |                                  |                      | 41° 17′ 54″ N, 1° 02′ 19″ E / 41.298243°N,1.038597°E                    | bé integrant del patrimoni cultural català                                                       | Modifica les dades a Wikidata                         |
|        | Aqüeducte del Pont del Cinto                                 | aqüeducte pont        | Castellvell del Camp                 | Baix Camp        |                      |                                |                      |              |                                  |                      | 41° 11′ 10″ N, 1° 05′ 39″ E / 41.186083333333°N,1.0940555555556°E       | bé cultural d'interès local                                                                      | Modifica les dades a Wikidata · Més imatges a Commons |
|        | Pont de l'Espinós                                            | pont                  | Castellvell del Camp                 | Baix Camp        |                      |                                |                      |              |                                  |                      | 41° 10′ 34″ N, 1° 05′ 33″ E / 41.1762330507791°N,1.09236412075972°E     |                                                                                                  | Modifica les dades a Wikidata                         |
|        | Pont del Cementiri                                           | pont                  | Castellvell del Camp                 | Baix Camp        |                      |                                |                      |              |                                  |                      | 41° 10′ 56″ N, 1° 05′ 50″ E / 41.1822384417548°N,1.09711375339354°E     |                                                                                                  | Modifica les dades a Wikidata                         |
|        | Viaductes del tren                                           | viaducte ferroviari   | Duesaigües                           | Baix Camp        |                      |                                |                      |              |                                  |                      | 41° 08′ 52″ N, 0° 55′ 49″ E / 41.1479°N,0.93021°E                       | bé integrant del patrimoni cultural català                                                       | Modifica les dades a Wikidata · Més imatges a Commons |
|        | El Pont Sec                                                  | aqüeducte pont        | la Selva del Camp                    | Baix Camp        |                      |                                |                      |              |                                  |                      | 41° 13′ 40″ N, 1° 06′ 46″ E / 41.22777°N,1.11277°E                      | bé integrant del patrimoni cultural català                                                       | Modifica les dades a Wikidata · Més imatges a Commons |
|        | els Ponts del Portal de Més Amunt                            | aqüeducte pont        | la Selva del Camp                    | Baix Camp        |                      |                                |                      |              |                                  |                      | 41° 12′ 57″ N, 1° 08′ 07″ E / 41.215943°N,1.135258°E                    | bé cultural d'interès local                                                                      | Modifica les dades a Wikidata · Més imatges a Commons |
|        | Pont Alt                                                     | pont                  | la Selva del Camp                    | Baix Camp        | riera de la Selva    |                                | 290                  | 14th century | ulls:1                           |                      | 41° 13′ 33″ N, 1° 06′ 53″ E / 41.2259°N,1.11471°E                       | bé cultural d'interès local                                                                      | Modifica les dades a Wikidata · Més imatges a Commons |
|        | Pont de Ferro                                                | pont                  | les Borges del Camp                  | Baix Camp        | línia Reus-Casp      |                                |                      |              |                                  |                      | 41° 09′ 59″ N, 1° 01′ 21″ E / 41.16647°N,1.02261°E                      | bé cultural d'interès local                                                                      | Modifica les dades a Wikidata · Més imatges a Commons |
|        | Pont de Rifà                                                 | pont                  | Mont-roig del Camp                   | Baix Camp        |                      |                                |                      |              |                                  |                      | 41° 05′ 06″ N, 0° 56′ 05″ E / 41.0849973442843°N,0.934625685789977°E    |                                                                                                  | Modifica les dades a Wikidata                         |
|        | Pont de Prades                                               | pont                  | Prades                               | Baix Camp        |                      |                                |                      |              |                                  |                      | 41° 18′ 39″ N, 0° 58′ 49″ E / 41.310916°N,0.98026°E                     | bé integrant del patrimoni cultural català                                                       | Modifica les dades a Wikidata                         |
|        | Pont del Dureto                                              | pont                  | Prades                               | Baix Camp        |                      |                                |                      |              |                                  |                      | 41° 19′ 20″ N, 0° 59′ 43″ E / 41.3223286836135°N,0.99535689614704°E     |                                                                                                  | Modifica les dades a Wikidata                         |
|        | Pont dels Cinc Ulls                                          | pont                  | Prades                               | Baix Camp        |                      |                                |                      |              |                                  |                      | 41° 18′ 36″ N, 0° 57′ 32″ E / 41.309968683833°N,0.958847808245878°E     |                                                                                                  | Modifica les dades a Wikidata                         |
|        | Pont a Pratdip                                               | pont                  | Pratdip                              | Baix Camp        |                      |                                |                      |              |                                  |                      |                                                                         | bé integrant del patrimoni cultural català                                                       | Modifica les dades a Wikidata                         |
|        | Pont del Barranc de la Dòvia                                 | pont                  | Pratdip                              | Baix Camp        |                      |                                |                      |              |                                  |                      | 41° 02′ 13″ N, 0° 53′ 27″ E / 41.0369700360737°N,0.89086420214003°E     |                                                                                                  | Modifica les dades a Wikidata                         |
|        | Pont a la C-14 Accés a Reus                                  | pont                  | Reus                                 | Baix Camp        |                      |                                |                      |              |                                  |                      | 41° 10′ 30″ N, 1° 07′ 51″ E / 41.174869180338064°N,1.1308809894177156°E |                                                                                                  | Modifica les dades a Wikidata                         |
|        | Pont de Calderons                                            | pont                  | Reus                                 | Baix Camp        | Barranc de Calderons | camí de la Mineta de Martorell |                      |              |                                  |                      | 41° 10′ 19″ N, 1° 06′ 03″ E / 41.17204°N,1.100877°E                     |                                                                                                  | Modifica les dades a Wikidata · Més imatges a Commons |
|        | Pont de la Boixa                                             | pont                  | Riudecanyes                          | Baix Camp        |                      |                                |                      |              |                                  |                      | 41° 07′ 51″ N, 0° 56′ 48″ E / 41.1307998723226°N,0.946746235804421°E    |                                                                                                  | Modifica les dades a Wikidata                         |
|        | Pont de Riudecanyes                                          | pont                  | Riudecanyes                          | Baix Camp        |                      |                                |                      |              |                                  |                      | 41° 07′ 51″ N, 0° 57′ 50″ E / 41.130831°N,0.963871°E                    | bé integrant del patrimoni cultural català                                                       | Modifica les dades a Wikidata · Més imatges a Commons |
|        | Aqüeducte del Mas d'en Vall                                  | aqüeducte pont        | Riudecols                            | Baix Camp        |                      |                                |                      |              |                                  |                      | 41° 10′ 59″ N, 0° 57′ 35″ E / 41.182964°N,0.959675°E                    | bé cultural d'interès local                                                                      | Modifica les dades a Wikidata                         |
|        | Pont de la Catanca                                           | pont                  | Riudecols                            | Baix Camp        |                      |                                |                      |              |                                  |                      | 41° 09′ 56″ N, 0° 59′ 09″ E / 41.1654401537494°N,0.985928016601188°E    |                                                                                                  | Modifica les dades a Wikidata                         |
|        | Pont de les Voltes                                           | pont                  | Riudecols                            | Baix Camp        |                      |                                |                      |              |                                  |                      | 41° 09′ 54″ N, 0° 59′ 48″ E / 41.1648902457992°N,0.996743615110526°E    |                                                                                                  | Modifica les dades a Wikidata                         |
|        | Pas del Garrofer                                             | pont                  | Vandellòs i l'Hospitalet de l'Infant | Baix Camp        |                      |                                |                      |              |                                  |                      | 40° 56′ 32″ N, 0° 50′ 27″ E / 40.9421251248327°N,0.840917998203356°E    |                                                                                                  | Modifica les dades a Wikidata                         |
|        | Pont de Catanell                                             | pont                  | Vandellòs i l'Hospitalet de l'Infant | Baix Camp        |                      |                                |                      |              |                                  |                      | 40° 59′ 40″ N, 0° 46′ 53″ E / 40.9945815501759°N,0.781513266349099°E    |                                                                                                  | Modifica les dades a Wikidata                         |
|        | Pont de la Batalla                                           | pont                  | Vandellòs i l'Hospitalet de l'Infant | Baix Camp        |                      |                                |                      |              |                                  |                      | 40° 57′ 20″ N, 0° 52′ 17″ E / 40.9555638708077°N,0.871406836752741°E    |                                                                                                  | Modifica les dades a Wikidata                         |
|        | Pont de la Gallina                                           | pont                  | Vandellòs i l'Hospitalet de l'Infant | Baix Camp        |                      |                                |                      |              |                                  |                      | 41° 01′ 15″ N, 0° 49′ 24″ E / 41.0207432618078°N,0.823306906722766°E    |                                                                                                  | Modifica les dades a Wikidata                         |
|        | Pont del Mosqueta                                            | pont                  | Vandellòs i l'Hospitalet de l'Infant | Baix Camp        |                      |                                |                      |              |                                  |                      | 41° 02′ 46″ N, 0° 49′ 03″ E / 41.0459792294386°N,0.817466312716008°E    |                                                                                                  | Modifica les dades a Wikidata                         |
|        | Pont del Riu de Llastres                                     | pont                  | Vandellòs i l'Hospitalet de l'Infant | Baix Camp        |                      |                                |                      |              |                                  |                      | 41° 01′ 33″ N, 0° 54′ 12″ E / 41.0258131374003°N,0.90337595561748°E     |                                                                                                  | Modifica les dades a Wikidata                         |
|        | Pont dels Dos Ulls                                           | pont                  | Vandellòs i l'Hospitalet de l'Infant | Baix Camp        |                      |                                |                      |              |                                  |                      | 40° 57′ 32″ N, 0° 52′ 42″ E / 40.958905935596°N,0.8782621910227°E       |                                                                                                  | Modifica les dades a Wikidata                         |
|        | el Pont Vell                                                 | pont                  | Vilaplana                            | Baix Camp        |                      |                                |                      |              |                                  |                      | 41° 13′ 28″ N, 1° 01′ 59″ E / 41.2244054°N,1.032991°E                   | bé cultural d'interès local                                                                      | Modifica les dades a Wikidata · Més imatges a Commons |
|        | Pont del Ferreret                                            | pont                  | Vinyols i els Arcs                   | Baix Camp        |                      |                                |                      |              |                                  |                      | 41° 07′ 01″ N, 1° 02′ 39″ E / 41.1170764654148°N,1.04424464043449°E     |                                                                                                  | Modifica les dades a Wikidata                         |
|        | Pont dels Hospitals                                          | pont                  | Vinyols i els Arcs                   | Baix Camp        |                      |                                |                      |              |                                  |                      | 41° 05′ 12″ N, 1° 03′ 19″ E / 41.0867197060563°N,1.05530035510903°E     |                                                                                                  | Modifica les dades a Wikidata                         |
|        | Pont d'Ollers                                                | pont                  | Barberà de la Conca                  | Conca de Barberà |                      |                                |                      |              |                                  |                      | 41° 25′ 50″ N, 1° 13′ 13″ E / 41.4305°N,1.22014°E                       | bé cultural d'interès local                                                                      | Modifica les dades a Wikidata · Més imatges a Commons |
|        | Pont de la Rasa del Barbens                                  | pont                  | Barberà de la Conca                  | Conca de Barberà |                      |                                |                      |              |                                  |                      | 41° 24′ 53″ N, 1° 14′ 25″ E / 41.4147324968894°N,1.24038198782551°E     |                                                                                                  | Modifica les dades a Wikidata                         |
|        | Pont del Patacó                                              | pont                  | Barberà de la Conca                  | Conca de Barberà |                      |                                |                      |              |                                  |                      | 41° 24′ 20″ N, 1° 13′ 25″ E / 41.4054327167854°N,1.2236810184313°E      |                                                                                                  | Modifica les dades a Wikidata                         |
|        | Pont de la Font Baixa                                        | pont                  | l'Espluga de Francolí                | Conca de Barberà | Francolí             |                                | 403                  |              |                                  |                      | 41° 23′ 53″ N, 1° 06′ 18″ E / 41.39819°N,1.1051°E                       | bé integrant del patrimoni cultural català                                                       | Modifica les dades a Wikidata · Més imatges a Commons |
|        | El Pont de la partida Prunatells                             | pont                  | les Piles                            | Conca de Barberà |                      |                                |                      |              |                                  |                      | 41° 29′ 52″ N, 1° 19′ 43″ E / 41.497717°N,1.328714°E                    | bé cultural d'interès local                                                                      | Modifica les dades a Wikidata                         |
|        | Pont Gros                                                    | pont                  | les Piles                            | Conca de Barberà |                      |                                |                      |              |                                  |                      | 41° 31′ 07″ N, 1° 21′ 59″ E / 41.5186399135681°N,1.36631556130576°E     |                                                                                                  | Modifica les dades a Wikidata                         |
|        | Pont de Llorac                                               | pont                  | Llorac                               | Conca de Barberà |                      |                                |                      |              |                                  |                      |                                                                         | bé integrant del patrimoni cultural català                                                       | Modifica les dades a Wikidata                         |
|        | Aqüeducte de Sant Joan                                       | aqüeducte pont        | Montblanc                            | Conca de Barberà |                      |                                |                      |              |                                  |                      | 41° 22′ 40″ N, 1° 09′ 19″ E / 41.37771°N,1.155342°E                     | bé integrant del patrimoni cultural català                                                       | Modifica les dades a Wikidata · Més imatges a Commons |
|        | Pont del Molí de la Farga                                    | pont                  | Montblanc                            | Conca de Barberà |                      |                                |                      |              |                                  |                      | 41° 22′ 52″ N, 1° 08′ 41″ E / 41.381214°N,1.144659°E                    | bé integrant del patrimoni cultural català                                                       | Modifica les dades a Wikidata                         |
|        | Pont Vell de Montblanc                                       | pont                  | Montblanc                            | Conca de Barberà | Francolí             |                                |                      |              |                                  |                      | 41° 22′ 49″ N, 1° 09′ 41″ E / 41.380294444444°N,1.1613305555556°E       | bé cultural d'interès local                                                                      | Modifica les dades a Wikidata · Més imatges a Commons |
|        | Pont a Pira                                                  | pont                  | Pira                                 | Conca de Barberà |                      |                                |                      |              |                                  |                      |                                                                         | bé integrant del patrimoni cultural català                                                       | Modifica les dades a Wikidata                         |
|        | Pont de Cal Marc                                             | pont                  | Santa Coloma de Queralt              | Conca de Barberà |                      |                                |                      |              |                                  |                      | 41° 32′ 32″ N, 1° 24′ 27″ E / 41.5421765516667°N,1.40750338828112°E     |                                                                                                  | Modifica les dades a Wikidata                         |
|        | Pont de l'Aumella                                            | pont                  | Santa Coloma de Queralt              | Conca de Barberà |                      |                                |                      |              |                                  |                      | 41° 32′ 51″ N, 1° 24′ 13″ E / 41.5476085595485°N,1.40366527646286°E     |                                                                                                  | Modifica les dades a Wikidata                         |
|        | Pont de la Barquera                                          | pont                  | Santa Coloma de Queralt              | Conca de Barberà |                      |                                |                      |              |                                  |                      | 41° 32′ 13″ N, 1° 23′ 20″ E / 41.5369714519063°N,1.38882250550453°E     |                                                                                                  | Modifica les dades a Wikidata                         |
|        | Pont dels Ferriols                                           | pont                  | Santa Coloma de Queralt              | Conca de Barberà |                      |                                |                      |              | ulls:1 llarg:28.5 m              |                      | 41° 31′ 40″ N, 1° 24′ 00″ E / 41.5278144086888°N,1.40000491850256°E     |                                                                                                  | Modifica les dades a Wikidata                         |
|        | Aqüeducte a Rocafort de Queralt                              | aqüeducte pont        | Sarral                               | Conca de Barberà |                      |                                |                      |              |                                  |                      | 41° 29′ 05″ N, 1° 17′ 35″ E / 41.48473°N,1.29315°E                      | bé integrant del patrimoni cultural català                                                       | Modifica les dades a Wikidata                         |
|        | el Pontet                                                    | pont                  | Sarral                               | Conca de Barberà |                      |                                |                      |              |                                  |                      | 41° 26′ 31″ N, 1° 13′ 43″ E / 41.4419765275923°N,1.22850193966057°E     |                                                                                                  | Modifica les dades a Wikidata                         |
|        | Pont d'Anguera                                               | pont                  | Sarral                               | Conca de Barberà | Anguera              |                                | 486                  |              | ulls:1                           |                      | 41° 25′ 37″ N, 1° 15′ 24″ E / 41.427013°N,1.256623°E                    | bé integrant del patrimoni cultural català                                                       | Modifica les dades a Wikidata · Més imatges a Commons |
|        | Pont de l'antic camí a Solivella                             | pont                  | Sarral                               | Conca de Barberà |                      |                                |                      |              |                                  |                      | 41° 26′ 51″ N, 1° 14′ 05″ E / 41.447462°N,1.234653°E                    | bé integrant del patrimoni cultural català                                                       | Modifica les dades a Wikidata                         |
|        | Pont de la Salada                                            | pont                  | Sarral                               | Conca de Barberà |                      |                                |                      |              |                                  |                      | 41° 27′ 05″ N, 1° 14′ 16″ E / 41.451448°N,1.237906°E                    | bé integrant del patrimoni cultural català                                                       | Modifica les dades a Wikidata                         |
|        | Pont del Gorg d'en Blanc                                     | pont                  | Sarral                               | Conca de Barberà |                      |                                |                      |              |                                  |                      | 41° 26′ 36″ N, 1° 14′ 05″ E / 41.4431974187474°N,1.23468126860293°E     |                                                                                                  | Modifica les dades a Wikidata                         |
|        | Pont dels Arbres                                             | pont                  | Sarral                               | Conca de Barberà |                      |                                |                      |              |                                  |                      | 41° 27′ 20″ N, 1° 15′ 58″ E / 41.4556549970248°N,1.26611851485573°E     |                                                                                                  | Modifica les dades a Wikidata                         |
|        | Pont del Moliner                                             | pont                  | Solivella                            | Conca de Barberà |                      |                                |                      |              |                                  |                      | 41° 26′ 57″ N, 1° 10′ 47″ E / 41.4492469825797°N,1.17959285830491°E     |                                                                                                  | Modifica les dades a Wikidata                         |
|        | Pont de Vallclara                                            | pont                  | Vallclara                            | Conca de Barberà |                      |                                |                      |              |                                  |                      | 41° 22′ 40″ N, 0° 59′ 01″ E / 41.37774°N,0.98363°E                      | bé integrant del patrimoni cultural català                                                       | Modifica les dades a Wikidata · Més imatges a Commons |
|        | pont Vell                                                    | pont                  | Vallclara                            | Conca de Barberà | riu de Milans        |                                | 618                  | 19th century | ulls:2                           |                      | 41° 22′ 35″ N, 0° 58′ 52″ E / 41.376263°N,0.981094°E                    | bé cultural d'interès local                                                                      | Modifica les dades a Wikidata · Més imatges a Commons |
|        | Pontarró de Vallclara                                        | pont                  | Vallclara                            | Conca de Barberà |                      |                                |                      |              |                                  |                      | 41° 22′ 18″ N, 0° 58′ 33″ E / 41.371766266042°N,0.975712722350565°E     |                                                                                                  | Modifica les dades a Wikidata                         |
|        | Pont de la Cadena                                            | pont                  | Vallfogona de Riucorb                | Conca de Barberà | riu Seniol           |                                |                      |              |                                  |                      | 41° 33′ 38″ N, 1° 13′ 03″ E / 41.560649°N,1.217578°E                    | bé integrant del patrimoni cultural català                                                       | Modifica les dades a Wikidata · Més imatges a Commons |
|        | Pont del Balneari                                            | pont                  | Vallfogona de Riucorb                | Conca de Barberà | riu Corb             |                                |                      |              |                                  |                      | 41° 33′ 48″ N, 1° 15′ 26″ E / 41.563339°N,1.257132°E                    | bé integrant del patrimoni cultural català                                                       | Modifica les dades a Wikidata · Més imatges a Commons |
|        | Pont d'Argüelles                                             | pont                  | Vilaverd                             | Conca de Barberà | Francolí             |                                |                      |              |                                  |                      | 41° 20′ 01″ N, 1° 10′ 44″ E / 41.3335510287276°N,1.17899459291123°E     |                                                                                                  | Modifica les dades a Wikidata                         |
|        | pont dels Torners                                            | pont                  | Vimbodí i Poblet                     | Conca de Barberà |                      |                                |                      |              |                                  |                      | 41° 21′ 52″ N, 1° 02′ 48″ E / 41.3644611674149°N,1.04653686411759°E     |                                                                                                  | Modifica les dades a Wikidata                         |
|        | Pont de Cabacés                                              | pont                  | Cabassers                            | Priorat          | riu de Montsant      |                                |                      |              |                                  |                      | 41° 14′ 38″ N, 0° 42′ 01″ E / 41.2439°N,0.70038°E                       | bé cultural d'interès local                                                                      | Modifica les dades a Wikidata · Més imatges a Commons |
|        | Pont de Cavaloca                                             | pont                  | Cabassers                            | Priorat          |                      |                                |                      |              |                                  |                      | 41° 13′ 54″ N, 0° 44′ 30″ E / 41.23155°N,0.74169°E                      | bé integrant del patrimoni cultural català                                                       | Modifica les dades a Wikidata · Més imatges a Commons |
|        | Pont del Solà                                                | pont                  | Cabassers                            | Priorat          |                      |                                |                      |              |                                  |                      | 41° 15′ 06″ N, 0° 44′ 00″ E / 41.25159°N,0.73342°E                      | bé integrant del patrimoni cultural català                                                       | Modifica les dades a Wikidata · Més imatges a Commons |
|        | Pont dels Burgans                                            | pont                  | Cabassers                            | Priorat          |                      |                                |                      |              |                                  |                      | 41° 14′ 29″ N, 0° 43′ 42″ E / 41.2413737721662°N,0.728256879919225°E    |                                                                                                  | Modifica les dades a Wikidata                         |
|        | lo Pont Gran                                                 | pont                  | Cornudella de Montsant               | Priorat          |                      |                                |                      |              |                                  |                      | 41° 14′ 04″ N, 0° 53′ 38″ E / 41.2344383604531°N,0.894012478212369°E    |                                                                                                  | Modifica les dades a Wikidata                         |
|        | Pont de l'Íntim                                              | pont                  | Cornudella de Montsant               | Priorat          |                      |                                |                      |              |                                  |                      | 41° 15′ 53″ N, 0° 54′ 27″ E / 41.264802938486°N,0.907444999247563°E     |                                                                                                  | Modifica les dades a Wikidata                         |
|        | Pont de la Comella                                           | pont                  | Cornudella de Montsant               | Priorat          |                      |                                |                      |              |                                  |                      | 41° 15′ 57″ N, 0° 54′ 34″ E / 41.2658482186765°N,0.909452915957465°E    |                                                                                                  | Modifica les dades a Wikidata                         |
|        | Pont del Lluc                                                | pont                  | Cornudella de Montsant               | Priorat          |                      |                                |                      |              |                                  |                      | 41° 18′ 39″ N, 0° 56′ 09″ E / 41.3107730912585°N,0.935779489381356°E    |                                                                                                  | Modifica les dades a Wikidata                         |
|        | Pont del Molí                                                | pont                  | Cornudella de Montsant               | Priorat          | riu de Siurana       |                                |                      |              |                                  |                      | 41° 14′ 35″ N, 0° 54′ 04″ E / 41.243072°N,0.900986°E                    | bé integrant del patrimoni cultural català                                                       | Modifica les dades a Wikidata · Més imatges a Commons |
|        | Pont de la Riera                                             | pont                  | el Masroig                           | Priorat          | riu de Siurana       |                                |                      |              |                                  |                      | 41° 08′ 20″ N, 0° 42′ 46″ E / 41.1389897390433°N,0.712708539811163°E    |                                                                                                  | Modifica les dades a Wikidata                         |
|        | Pont del Barranc del Pou                                     | pont                  | el Masroig                           | Priorat          |                      |                                |                      |              |                                  |                      | 41° 07′ 34″ N, 0° 44′ 53″ E / 41.1262234419557°N,0.748184945340297°E    |                                                                                                  | Modifica les dades a Wikidata                         |
|        | Pont del Masroig                                             | pont                  | el Masroig                           | Priorat          |                      |                                |                      |              |                                  |                      | 41° 07′ 03″ N, 0° 42′ 45″ E / 41.11754°N,0.7124°E                       | bé integrant del patrimoni cultural català                                                       | Modifica les dades a Wikidata                         |
|        | Pont dels Horts                                              | pont                  | els Guiamets                         | Priorat          |                      |                                |                      |              |                                  |                      | 41° 06′ 38″ N, 0° 45′ 41″ E / 41.1104822924017°N,0.761287179584755°E    |                                                                                                  | Modifica les dades a Wikidata                         |
|        | Pont del Matat                                               | pont                  | Falset                               | Priorat          |                      |                                |                      |              |                                  |                      | 41° 10′ 12″ N, 0° 48′ 07″ E / 41.1699933192254°N,0.802018168658877°E    |                                                                                                  | Modifica les dades a Wikidata                         |
|        | Pont de la Bisbal de Montsant                                | pont                  | la Bisbal de Montsant                | Priorat          |                      |                                |                      |              |                                  |                      | 41° 16′ 46″ N, 0° 43′ 29″ E / 41.279527°N,0.724828°E                    | bé integrant del patrimoni cultural català                                                       | Modifica les dades a Wikidata                         |
|        | Pont d'Escala Dei                                            | pont                  | la Morera de Montsant                | Priorat          |                      |                                |                      |              |                                  |                      | 41° 14′ 51″ N, 0° 48′ 42″ E / 41.247387°N,0.811731°E                    | bé integrant del patrimoni cultural català                                                       | Modifica les dades a Wikidata                         |
|        | Pont dels Voltons                                            | pont                  | la Vilella Alta                      | Priorat          |                      |                                |                      |              |                                  |                      | 41° 13′ 16″ N, 0° 46′ 30″ E / 41.2211488233813°N,0.775063354089361°E    |                                                                                                  | Modifica les dades a Wikidata                         |
|        | els Ponts                                                    | pont                  | la Vilella Baixa                     | Priorat          |                      |                                | 191                  | 19th century |                                  |                      | 41° 13′ 10″ N, 0° 45′ 45″ E / 41.21945°N,0.76244°E                      | bé cultural d'interès local                                                                      | Modifica les dades a Wikidata · Més imatges a Commons |
|        | El Pont Vell                                                 | pont                  | Margalef                             | Priorat          |                      |                                |                      |              |                                  |                      | 41° 17′ 04″ N, 0° 45′ 20″ E / 41.28455°N,0.75542°E                      | bé integrant del patrimoni cultural català                                                       | Modifica les dades a Wikidata                         |
|        | Pont de les Joveres                                          | pont                  | Margalef                             | Priorat          |                      |                                |                      |              |                                  |                      | 41° 17′ 12″ N, 0° 44′ 46″ E / 41.2867415751995°N,0.746123268893852°E    |                                                                                                  | Modifica les dades a Wikidata                         |
|        | Pont de l'Estació                                            | pont                  | Marçà                                | Priorat          |                      |                                |                      |              |                                  |                      | 41° 07′ 53″ N, 0° 48′ 27″ E / 41.1312503015146°N,0.807505671644564°E    |                                                                                                  | Modifica les dades a Wikidata                         |
|        | Pont del Camí de Bellver                                     | pont                  | Marçà                                | Priorat          |                      |                                |                      |              |                                  |                      | 41° 08′ 08″ N, 0° 48′ 13″ E / 41.1354558611337°N,0.803684269475296°E    |                                                                                                  | Modifica les dades a Wikidata                         |
|        | Pont Fumat                                                   | pont                  | Marçà                                | Priorat          |                      |                                |                      |              |                                  |                      | 41° 08′ 17″ N, 0° 47′ 53″ E / 41.1381403202896°N,0.798042707595731°E    |                                                                                                  | Modifica les dades a Wikidata                         |
|        | Palanca de Coma de Cases                                     | pont                  | Poboleda                             | Priorat          |                      |                                |                      |              |                                  |                      | 41° 13′ 56″ N, 0° 50′ 46″ E / 41.2323423840246°N,0.845972798080426°E    |                                                                                                  | Modifica les dades a Wikidata                         |
|        | Palanca del Molí                                             | pont                  | Poboleda                             | Priorat          |                      |                                |                      |              |                                  |                      | 41° 13′ 55″ N, 0° 50′ 22″ E / 41.2319230846592°N,0.8394602071238°E      |                                                                                                  | Modifica les dades a Wikidata                         |
|        | Pont de la Soia                                              | pont                  | Poboleda                             | Priorat          |                      |                                |                      |              |                                  |                      | 41° 14′ 06″ N, 0° 51′ 08″ E / 41.23503°N,0.8523°E                       | bé cultural d'interès local                                                                      | Modifica les dades a Wikidata                         |
|        | El Pont                                                      | pont                  | Porrera                              | Priorat          | riu de Cortiella     |                                | 300                  | 19th century | ulls:1                           |                      | 41° 11′ 17″ N, 0° 51′ 24″ E / 41.188165°N,0.856744°E                    | bé integrant del patrimoni cultural català                                                       | Modifica les dades a Wikidata · Més imatges a Commons |
|        | lo Pontet                                                    | pont                  | Porrera                              | Priorat          |                      |                                |                      |              |                                  |                      | 41° 11′ 40″ N, 0° 51′ 26″ E / 41.1945073569179°N,0.857266366415176°E    |                                                                                                  | Modifica les dades a Wikidata                         |
|        | Pont de l'Obaga                                              | pont                  | Pradell de la Teixeta                | Priorat          |                      |                                |                      |              |                                  |                      | 41° 10′ 13″ N, 0° 53′ 25″ E / 41.170146961148°N,0.890149218697527°E     |                                                                                                  | Modifica les dades a Wikidata                         |
|        | Pont de la Torre de Fontaubella                              | pont                  | Pradell de la Teixeta                | Priorat          |                      |                                |                      |              |                                  |                      | 41° 07′ 34″ N, 0° 50′ 50″ E / 41.1260570291127°N,0.847333491534925°E    |                                                                                                  | Modifica les dades a Wikidata                         |
|        | Pont del Pas                                                 | pont                  | Pradell de la Teixeta                | Priorat          |                      |                                |                      |              |                                  |                      | 41° 08′ 49″ N, 0° 51′ 52″ E / 41.1468691278919°N,0.864562029531951°E    |                                                                                                  | Modifica les dades a Wikidata                         |
|        | la Palanca                                                   | pont                  | Ulldemolins                          | Priorat          |                      |                                |                      |              |                                  |                      | 41° 19′ 41″ N, 0° 52′ 39″ E / 41.3281408575284°N,0.877494494220329°E    |                                                                                                  | Modifica les dades a Wikidata                         |
|        | lo Pont Penjat                                               | pont                  | Ulldemolins                          | Priorat          | riu de Montsant      |                                |                      |              |                                  | ruïnós               | 41° 18′ 47″ N, 0° 49′ 48″ E / 41.3129599890466°N,0.829952385713014°E    |                                                                                                  | Modifica les dades a Wikidata · Més imatges a Commons |
|        | Pont del Gaià                                                | pont                  | Altafulla                            | Tarragonès       | riu Gaià             |                                |                      |              |                                  |                      | 41° 08′ 25″ N, 1° 21′ 40″ E / 41.1403256424321°N,1.36118119433923°E     |                                                                                                  | Modifica les dades a Wikidata                         |
|        | Pont de les Caixes                                           | aqüeducte pont        | Constantí                            | Tarragonès       |                      |                                |                      |              |                                  |                      | 41° 09′ 44″ N, 1° 14′ 07″ E / 41.162234°N,1.235396°E                    | bé cultural d'interès local                                                                      | Modifica les dades a Wikidata · Més imatges a Commons |
|        | Pont de la Murtra                                            | pont                  | Creixell                             | Tarragonès       |                      |                                |                      |              |                                  |                      | 41° 09′ 46″ N, 1° 27′ 14″ E / 41.1628579302717°N,1.45400641220977°E     |                                                                                                  | Modifica les dades a Wikidata                         |
|        | Pont del Mas de la Creu                                      | pont                  | el Catllar                           | Tarragonès       |                      |                                |                      |              |                                  |                      | 41° 09′ 03″ N, 1° 18′ 57″ E / 41.1507126078757°N,1.31569787950054°E     |                                                                                                  | Modifica les dades a Wikidata                         |
|        | Pont de Tupino                                               | pont                  | els Pallaresos                       | Tarragonès       |                      |                                |                      |              |                                  |                      | 41° 10′ 05″ N, 1° 14′ 22″ E / 41.1681822344763°N,1.23949877696701°E     |                                                                                                  | Modifica les dades a Wikidata                         |
|        | els Deu Ponts                                                | pont                  | la Riera de Gaià                     | Tarragonès       |                      |                                |                      |              |                                  |                      | 41° 10′ 20″ N, 1° 21′ 43″ E / 41.1721337159988°N,1.36199787734574°E     |                                                                                                  | Modifica les dades a Wikidata                         |
|        | Pont de Xacó                                                 | pont                  | la Riera de Gaià                     | Tarragonès       |                      |                                |                      |              |                                  |                      | 41° 10′ 21″ N, 1° 20′ 36″ E / 41.1724343571425°N,1.34334618167203°E     |                                                                                                  | Modifica les dades a Wikidata                         |
|        | Pont de Manent                                               | pont                  | Perafort                             | Tarragonès       |                      |                                |                      |              |                                  |                      | 41° 11′ 39″ N, 1° 15′ 28″ E / 41.1942848958844°N,1.25780742796055°E     |                                                                                                  | Modifica les dades a Wikidata                         |
|        | Pont del Codony                                              | pont                  | Perafort                             | Tarragonès       |                      |                                |                      |              |                                  |                      | 41° 10′ 40″ N, 1° 14′ 25″ E / 41.1776885365202°N,1.24031713639286°E     |                                                                                                  | Modifica les dades a Wikidata                         |
|        | Pont del Prat                                                | pont                  | Perafort                             | Tarragonès       |                      |                                |                      |              |                                  |                      | 41° 11′ 43″ N, 1° 15′ 07″ E / 41.1954017809688°N,1.2518630378606°E      |                                                                                                  | Modifica les dades a Wikidata                         |
|        | Pont de Renau                                                | pont                  | Renau                                | Tarragonès       |                      |                                |                      |              |                                  |                      | 41° 13′ 37″ N, 1° 18′ 42″ E / 41.2270012935779°N,1.31172484082102°E     |                                                                                                  | Modifica les dades a Wikidata                         |
|        | els Set Ponts                                                | pont                  | Salomó                               | Tarragonès       | riu Gaià             | línia Barcelona-Vilanova-Valls |                      |              |                                  |                      | 41° 14′ 14″ N, 1° 20′ 50″ E / 41.2372547541156°N,1.34731844698237°E     |                                                                                                  | Modifica les dades a Wikidata · Més imatges a Commons |
|        | Aqüeducte de la Font del Llorito                             | aqüeducte pont        | Tarragona                            | Tarragonès       |                      |                                |                      |              |                                  |                      | 41° 07′ 25″ N, 1° 15′ 42″ E / 41.123631°N,1.261727°E                    | bé cultural d'interès local                                                                      | Modifica les dades a Wikidata · Més imatges a Commons |
|        | Aqüeducte de les Ferreres                                    | aqüeducte romà pont   | Tarragona                            | Tarragonès       |                      |                                |                      |              | ulls:36 llarg:217 m alt:27 m     |                      | 41° 08′ 44″ N, 1° 14′ 38″ E / 41.145556°N,1.243889°E                    | bé d'interès cultural lloc component de Patrimoni de la Humanitat bé cultural d'interès nacional | Modifica les dades a Wikidata · Més imatges a Commons |
|        | Pas del Mariquillo                                           | pont                  | Torredembarra                        | Tarragonès       |                      |                                |                      |              |                                  |                      | 41° 09′ 47″ N, 1° 23′ 36″ E / 41.1631623182931°N,1.39333041919316°E     |                                                                                                  | Modifica les dades a Wikidata                         |
|        | Pont de l'Art                                                | pont                  | Vila-seca                            | Tarragonès       |                      |                                |                      |              |                                  |                      | 41° 04′ 30″ N, 1° 10′ 33″ E / 41.0750187831996°N,1.17586570940839°E     |                                                                                                  | Modifica les dades a Wikidata                         |
|        | Aqüeducte del barranc de les Bruixes                         | aqüeducte pont        | Vilallonga del Camp                  | Tarragonès       |                      |                                |                      |              |                                  |                      | 41° 13′ 15″ N, 1° 12′ 33″ E / 41.220826°N,1.209266°E                    | bé cultural d'interès local                                                                      | Modifica les dades a Wikidata                         |